# Jadranka Kosor
Jadranka Kosor (Pakrac, Croàcia, 1 de juliol de 1953) és una periodista i política croata.

## Biografia
Es graduà en dret a Zagreb, i treballà com a periodista des del 1972. Durant la Guerra de la independència croata (1991-1995), treballà com a radioperiodista i el seu programa cobrí temes de guerra com per exemple problemes amb els refugiats i veterans de guerra discapacitats.
El 1995 esdevingué representant al Parlament de Croàcia com a membre de la Unió Democràtica Croata (HDZ). També fou la vice-presidenta del Parlament de Croàcia.
El 2003, esdevingué la ministra de família, veterans i solidaritat inter-generacional al Govern de Croàcia d'Ivo Sanader. HDZ l'escollí com a representant del partit a les eleccions presidencials croates de 2005. A la primera volta, superà Boris Mikšić per un petit percentatge, i aconseguí quedar segona. Llavors s'encarà a Stipe Mesić, a la segona volta, però va perdre.

### Primera Ministra de Croàcia
El malbaratament en despesa pública, sobretot en infraestructures i l'antiquada estructura del mercat laboral van provocar que Croàcia es vegués afectada molt profundament per la crisi financera global. En juliol de 2009, Kosor fou nomenada cap de la Unió Democràtica Croata després de la dimissió d'Ivo Sanader. Poc després Sanader dimití també com a primer ministre, i Kosor el va substituir com a cap de govern fins al 23 de desembre de 2011. Durant el seu govern, Croàcia va resoldre els problemes fronterers amb Eslovènia, impulsant les negociacions de Croàcia amb la Unió Europea.
A les eleccions legislatives croates de 2011, la coalició de centre-esquerra Kukuriku, liderada pel Partit Socialdemòcrata de Croàcia (SDP) encapçalada per Zoran Milanović va guanyar el 40% dels vots i 80 diputats sobre 151, enfront dels 47 de la Unió Democràtica Croata (HDZ) de Jadranka Kosor, que va passar a l'oposició.

### Pas a l'oposició
Kosor va ser elegida vicepresidenta del Parlament croat i també va ser presidenta del grup parlamentari l'HDZ i líder de l'oposició. Kosor es va presentar a les eleccions de lideratge HDZ de 2012, que va guanyar Tomislav Karamarko, quedant tercera de cinc candidats. En criticar públicament contínuament el lideratge de Karamarko i la nova plataforma del partit, el 12 de juny de 2012, Kosor i Vladimir Šeks van ser destituïts dels càrrecs de vicepresidents i el 2013, va ser expulsada de HDZ per "danyar la reputació del partit".